# Eudaemonia colini
Eudaemonia colini är en fjärilsart som beskrevs av Eugène Louis Bouvier 1927. Eudaemonia colini ingår i släktet Eudaemonia och familjen påfågelsspinnare. Inga underarter finns listade i Catalogue of Life.